# Ежать
Ежать — река в Нижегородской области России, крупнейший приток Пьяны. Устье реки находится в 338 км по левому берегу реки Пьяна. Длина реки составляет 64 км, площадь бассейна — 1080 км².
Исток реки на Приволжской возвышенности южнее села Мерлиновка (Тольско-Майданский сельсовет, Лукояновский район) в 8 км юго-восточнее города Лукоянов. Исток лежит на водоразделе Суры и Оки, рядом с истоком Ежати берёт начало река Тёша. Верхнее течение проходит по Лукояновскому району, нижнее — по Гагинскому. Генеральное направление течения — северо-восток, река течёт по безлесой местности. Долина реки плотно заселена, на Ежати стоят населённые пункты Ладыгино, Никулино, Чиргуши, Новосёлки, Пичингуши, Крапивка (Большеарский сельсовет, Лукояновский район); Ушаково (Ушаковский сельсовет, Гагинский район); Субботино и Паново-Осаново (Гагинский сельсовет, Гагинский район). Впадает в Пьяну чуть выше села Гагино. Ширина реки у устья 10-15 метров.

## Притоки
Основные притоки (расстояние от устья):
- 8,8 км: река Пекшать (пр)
- 16 км: река Пеля (лв)
- 20 км: река Аратка (лв)
- 27 км: река Шнара (лв)
- 38 км: река Арька (лв)

## Данные водного реестра
По данным государственного водного реестра России относится к Верхневолжскому бассейновому округу, водохозяйственный участок реки — Сура от устья реки Алатырь и до устья, речной подбассейн реки — Сура. Речной бассейн реки — (Верхняя) Волга до Куйбышевского водохранилища (без бассейна Оки).
Код объекта в государственном водном реестре — 08010500412110000039531.